# Синагога (Підгайці)
Синаго́га у Підга́йцях — культова споруда в місті Підгайці Тернопільської області. Мурована, час спорудження відносять до кінця XVI — поч. XVII століття. Розташована на вул. Лесі Українки.
Одна з найстаріших будівель міста, яку ще називають божницею. Пам'ятка архітектури національного значення.

## Історія

### Перші згадки
Уперше про синагогу в Підгайцях є непряма згадка 1552 року. Сучасна будівля зведена, очевидно, наприкінці XVI ст., за даними документів, вже існувала 1627 року. Приміщення синагоги, розташоване близько Галицької брами, в час облог слугувало для оборонних цілей.

### Версії походження
Існує хибна думка, що первісна споруда належала соцініанам і була молитовним будинком, у 1640-их пристосована під синагогу; тоді ж навколо неї з'явилися додаткові одноповерхові об'єми. Проте аріани були протестантською сектою в лоні Римо-католицької церкви і в час Реформації боролися за приміщення старого підгаєцького Костелу Пресвятої Трійці, який захопили близько 1600 року, про що є історичні свідчення. Також висловлюється думка, що підгаєцька синагога збудована ще раніше — наприкінці XV — на початку XVI ст., проте доказів цьому нема.
У польськомовному «Путівнику по воєводству Тарнопольському» (1928) висловлена гіпотеза про те, що будівля спочатку була вірменською церквою, збудованою майже водночас з Успенською церквою за проектом тих самих архітекторів.

## Архітектура
В інтер'єрі збереглися рослинні орнаменти. Будівля з пісковика, прямокутна в плані. Пласкі стіни прорізані вузькими стрільчастими вікнами, східний фасад укріплений контрфорсами. Перекриття не збереглися.
Частково збереглася верхня частина головного порталу в ренесансному стилі з різьбленим написом і рослинними мотивами над архівольтом. В інтер'єрі — залишки різьблення та ліпнини. Двері, через які можна було потрапити на хори, на початку 1920-х були замуровані.
Над головним входом напис івритом: «Це ворота Господа — праведні ввійдуть через них» (Псалом 118).

## Галерея

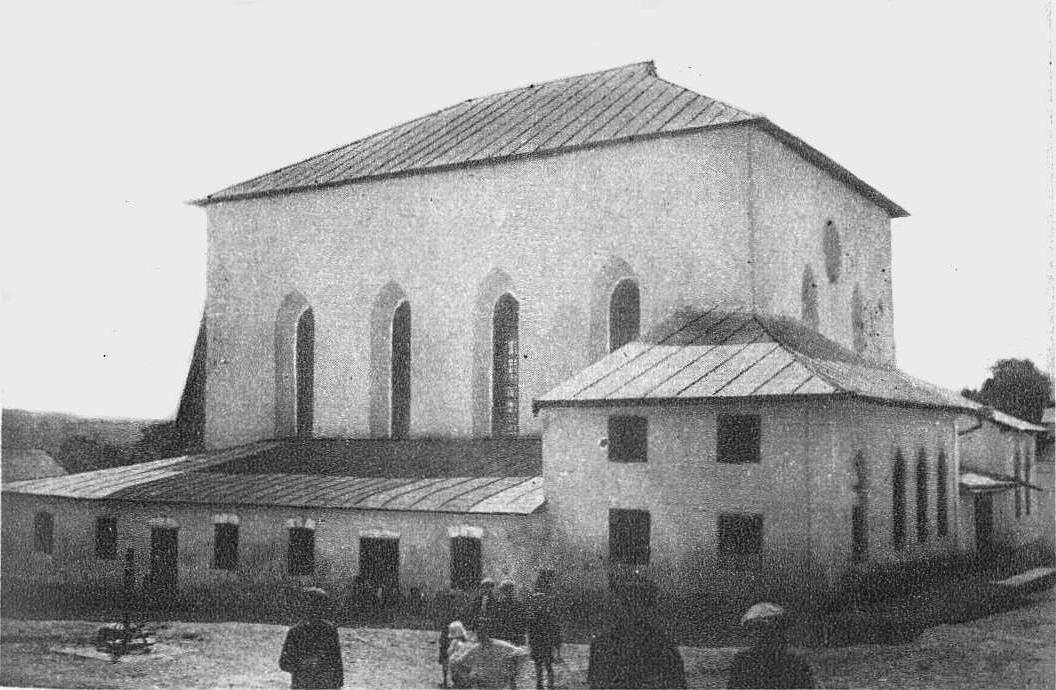
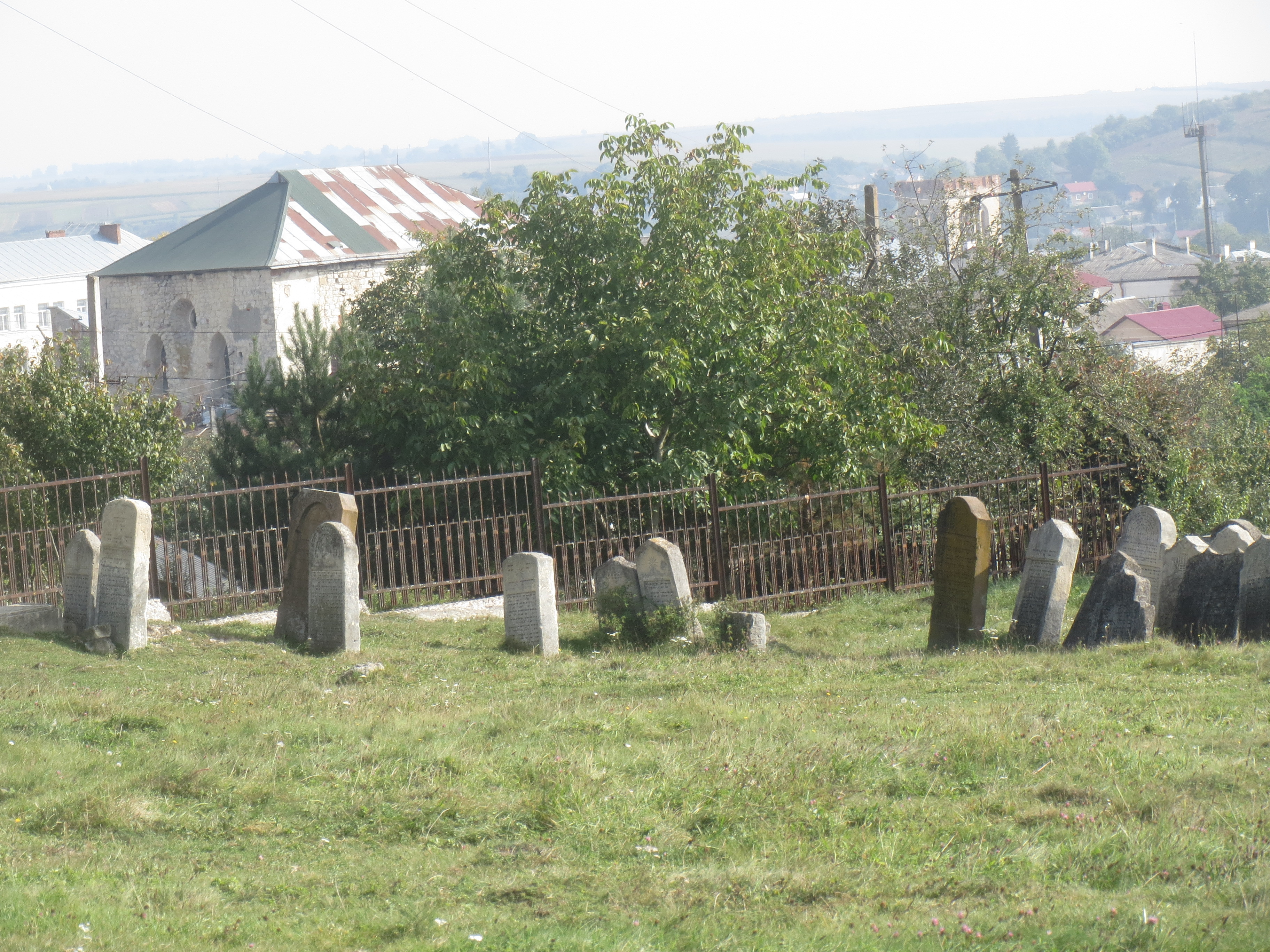
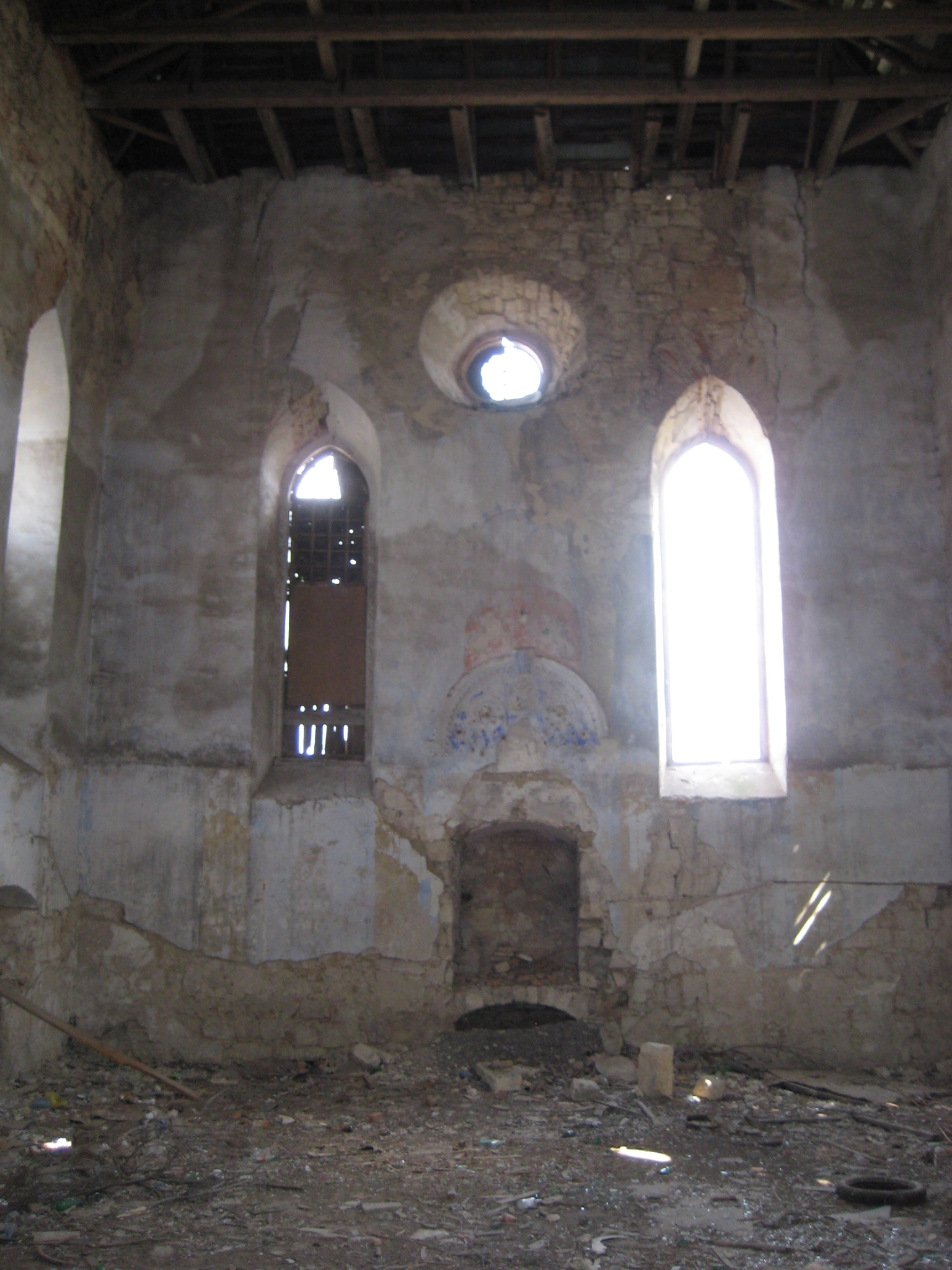
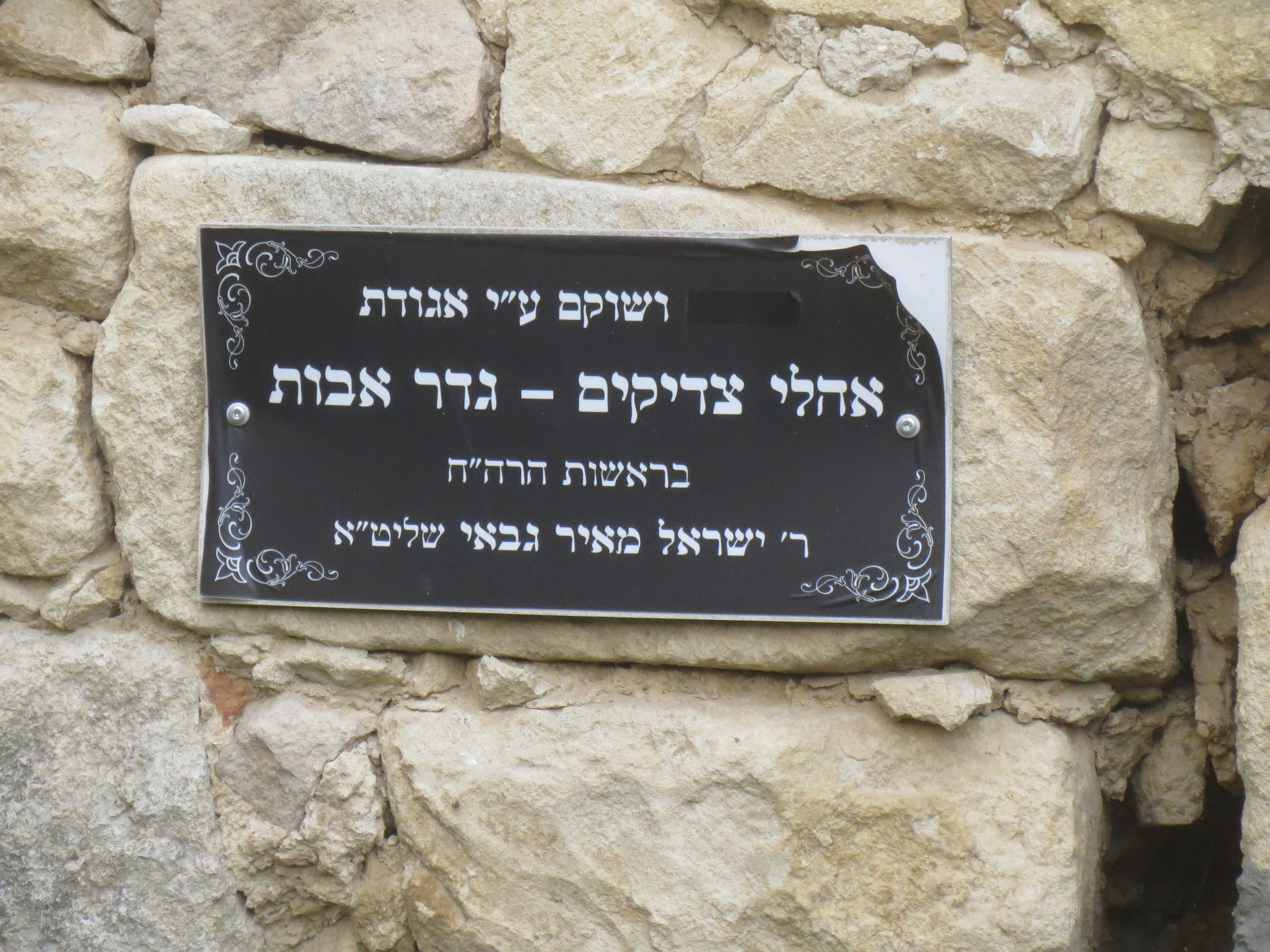
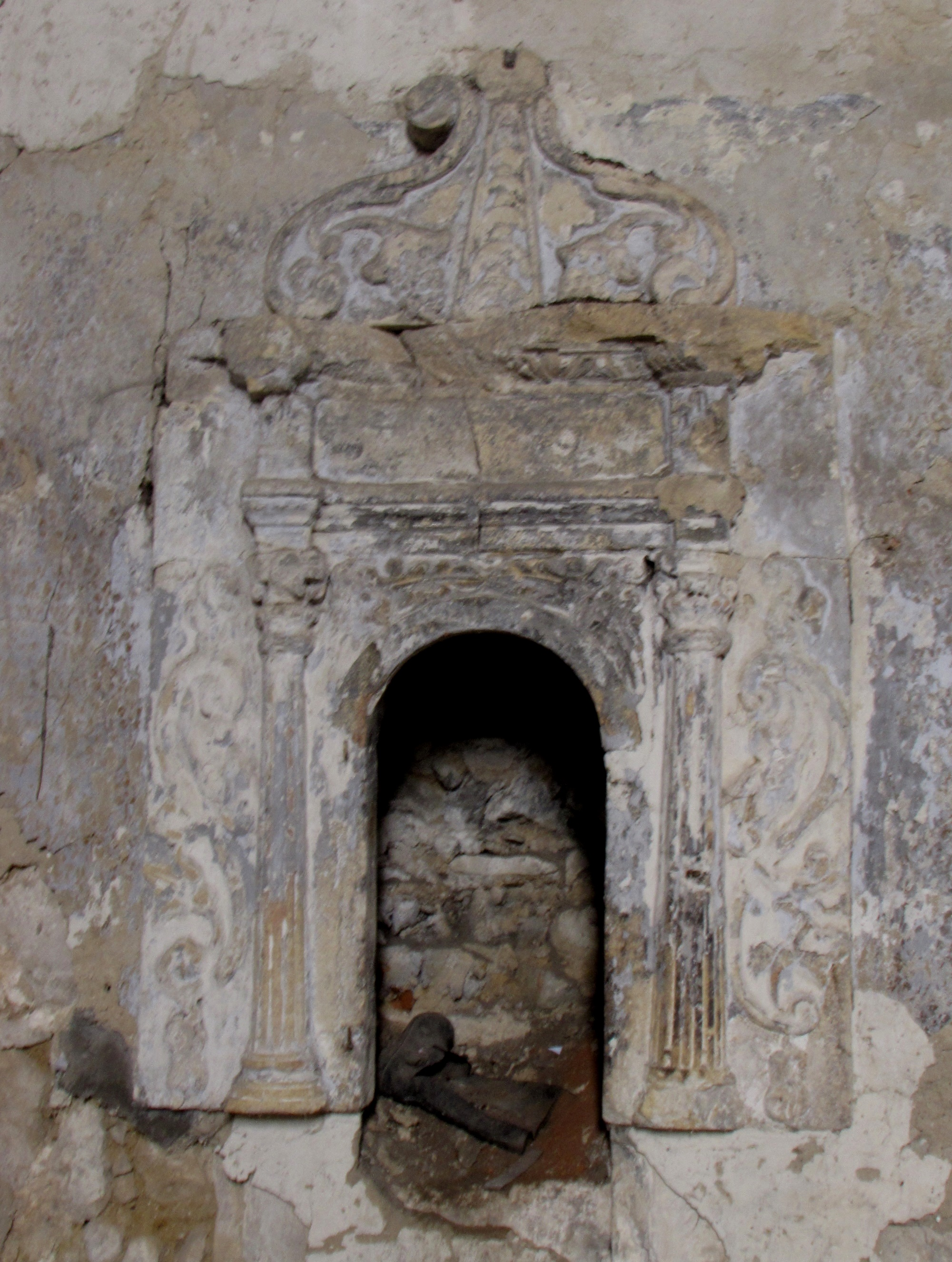
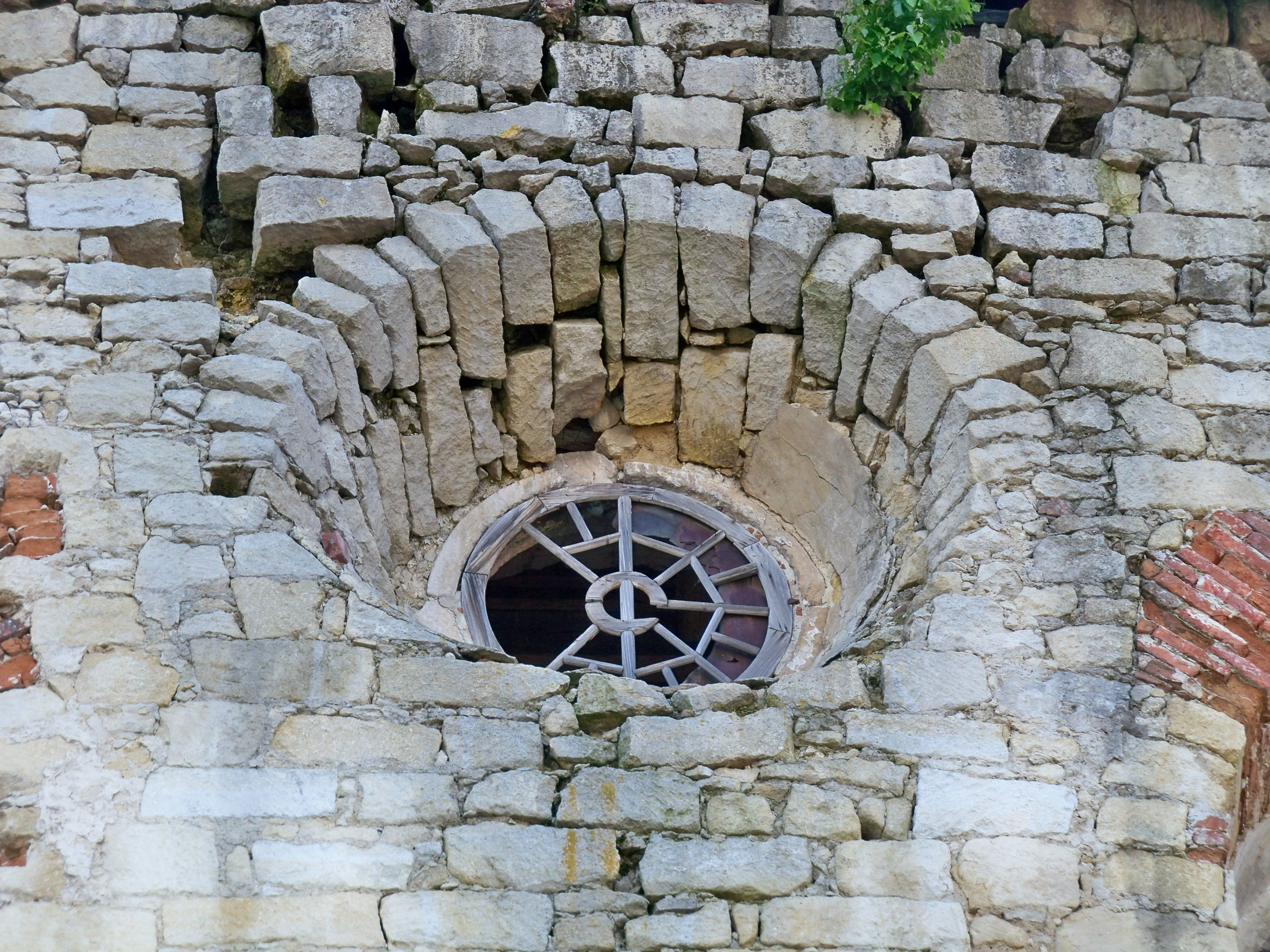